# Anton von Ruthner

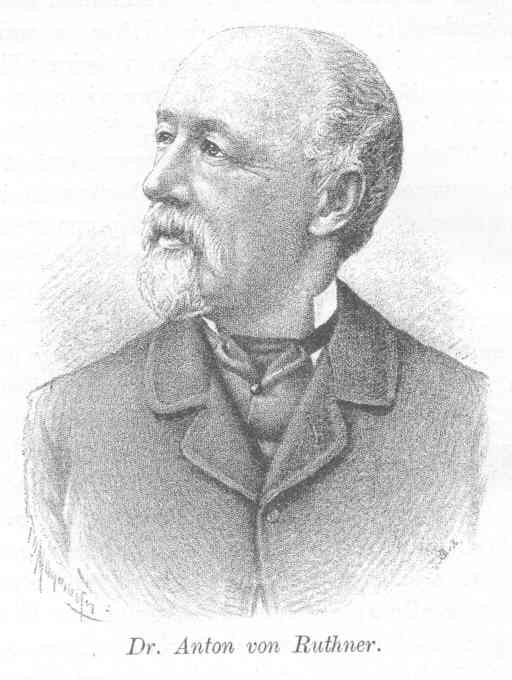
Anton von Ruthner

Anton Ruthner, ab 12. August 1853: Anton Edler von Ruthner, (* 21. September 1817 in Wien; † 16. Dezember 1897 in Salzburg) war ein österreichischer Bergsteiger, Alpenforscher, Geograph und Alpinschriftsteller.

## Leben
Von Beruf war er Jurist (1841 Dr. iur., Universität Wien), bekannt geworden ist er allerdings als Bergsteiger und Alpinschriftsteller. Er bestieg viele der höchsten Alpengipfel Österreichs, darunter einige auch zum ersten Mal. So war er Mitglied einer großen Gruppe, die am 3. September 1841 den Großvenediger erstmals bestieg. Ruthner war der Erste, der als Pionier der Alpinistik und Hochtouristik die Bergwelt der österreichischen Alpen durchforscht und sachgemäß beschrieben hat.
Gemeinsam mit Paul Grohmann, Friedrich Simony, Edmund von Mojsisovics, Johann Josef Peyritsch und Guido von Sommaruga (1842–1895) gehörte er zu den Gründungsmitgliedern des Österreichischen Alpenvereins (Gründungsdatum: 19. November 1862), dessen Vorstand er bis 1870 angehörte.
Ruthner, der weit über 300 Hochgipfel und Pässe in den Ostalpen erstiegen bzw. überschritten hat, war unter anderem Mitglied der k.k. Österreichischen Geographischen Gesellschaft, auswärtiges Mitglied der Gesellschaft für Erdkunde zu Berlin und Mitglied des Schweizer Alpen-Clubs.
Anton Edler von Ruthner verstarb nach längerer Krankheit am 16. Dezember 1897 im St.-Johanns-Spital, Salzburg; er wurde am 20. des Monats auf dem Salzburger Kommunalfriedhof in einem Eigengrab bestattet.

## Wichtigste Erstbesteigungen

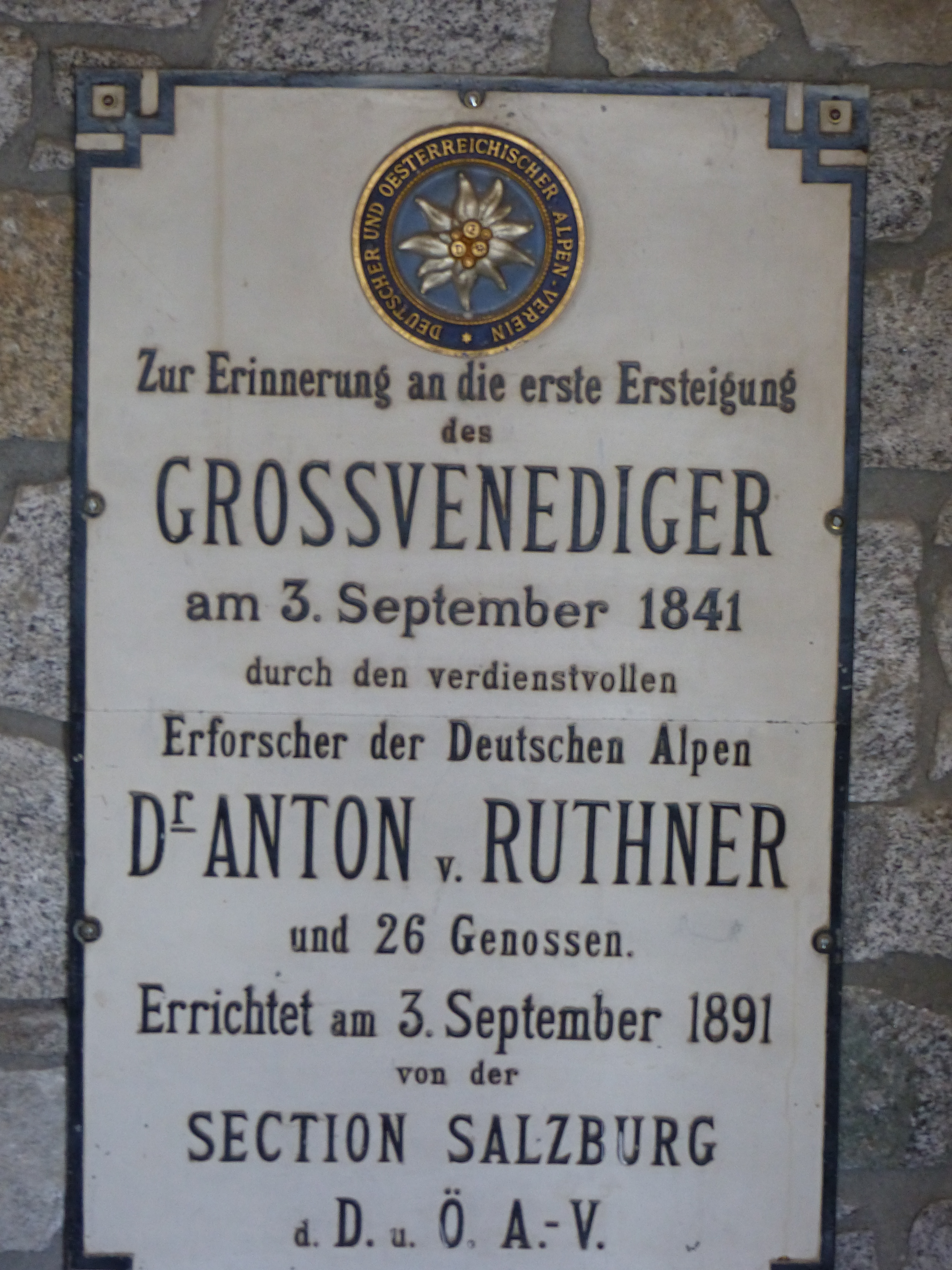
Gedenktafel für die Erstbesteigung des Großvenedigers an der Kürsingerhütte

- Großvenediger, 3. September 1841
- Ruderhofspitze, 30. August 1864

## Ehrungen
Ihm zu Ehren wurde ein Berg in der Rieserfernergruppe Ruthner Horn bzw. Ruthnerhorn genannt, ein Name, der sich nicht gehalten hat. Heute trägt der Berg den Namen Schneebiger Nock (3358 m s.l.m.).

## Werke
Anton von Ruthner war Verfasser von Alpinliteratur, die hauptsächlich in den Publikationen der Alpenvereine veröffentlicht wurde:
- Die Alpenländer Österreichs und der Schweiz. Eine Parallele der Naturschönheiten des österreichischen und Schweizer Hochlandes. Braumüller, Seidel, Wien 1843.
- Wanderungen auf dem Glocknergebiete. In: Franz Foetterle (Hrsg.): Mittheilungen der k.k. Geographischen Gesellschaft Wien. Band 1: Abhandlungen. Auer (Druck), Wien 1857, S. 105–142. (archive.org).
- Eine Ersteigung der Ortelesspitze. In: Franz Foetterle (Hrsg.): Mittheilungen der k.k. Geographischen Gesellschaft Wien. Band 2: Abhandlungen. Auer (Druck), Wien 1858, S. 287–294. (archive.org).
- Uebergang aus dem Ötzthale in das Pitzthal über den Hochvernagt- und Sechsegertenferner. In: Franz Foetterle (Hrsg.): Mittheilungen der k.k. Geographischen Gesellschaft Wien. Band 3: Abhandlungen. Auer (Druck), Wien 1859, S. 130–155. (archive.org).
- Höhenmessungen aus der Tauernkette. In: Franz Foetterle (Hrsg.): Mittheilungen der k.k. Geographischen Gesellschaft Wien. Band 5: Abhandlungen. Geitler, Wien 1861, S. 199 ff. (archive.org).
- Das Maltathal in Kärnthen. – Ersteigung des Hochalpenspitzes. Geitler, Wien 1861 (archive.org).
- Aus dem Oesterreichischen Hochgebirge. Ersteigung der Hohen Wildspitze im Oetzthale. In: Franz Foetterle (Hrsg.): Mittheilungen der k.k. Geographischen Gesellschaft Wien. Band 6. Geitler, Wien 1862, S. 216–243. (archive.org).
- Wanderungen auf dem Glocknergebiete. (Neue Folge). In: Franz Foetterle (Hrsg.): Mittheilungen der k.k. Geographischen Gesellschaft Wien. Band 6: Abhandlungen. Geitler, Wien 1862, S. 27–63. (archive.org).
- Aus der Kette der Hohen Tauern. Mit sechs Abbildungen in Farbendruck und einer Gebirgskarte. In: Berg- und Gletscher-Reisen in den österreichischen Hochalpen. Carl Gerold’s Sohn, Wien 1864 (reader.digitale-sammlungen.de).
- Der Thorhelm in der Kitzbühler Gebirgsgruppe. In: OeAV (Hrsg.): Mittheilungen des Oesterreichischen Alpen-Vereins. Band II. Braumüller, Wien 1864.
- Uebergang von Rofen im Oetzthale über die Vernagt- und Gepaatsch-Ferner nach dem Kaunerthale. In: Edmund von Mojsisovics (Hrsg.): Jahrbuch des österreichischen Alpen-Vereines. Band 1. Braumüller, Wien 1865, S. 82–107. (reader.digitale-sammlungen.de).
- Der Stoder und der Große Priel. In: Edmund von Mojsisovics (Hrsg.): Jahrbuch des österreichischen Alpen-Vereines. Band 1. Braumüller, Wien 1865, S. 323–329. (reader.digitale-sammlungen.de).
- Skizzen aus dem Stubaier Gebirge. In: Guido von Sommeruga, OeAV (Hrsg.): Jahrbuch des oesterreichischen Alpen-Vereines. Band 2. Carl Gerold’s Sohn, Wien 1866, S. 24–87 (Vollständige Ansicht in der Google-Buchsuche).
- Der Olperer im Tuxer Hauptkamm. In: Comité Ficker–Hofmann–Hellwald–Hellwald (Hrsg.): Jahrbuch des österreichischen Alpen-Vereines. Band 3. Gerold, Wien 1867, S. 99–140. (reader.digitale-sammlungen.de).
- Die Zugspitze im bayerischen Oberlande. In: Comité Ficker–Hofmann–Hellwald–Hellwald (Hrsg.): Jahrbuch des österreichischen Alpen-Vereines. Band 3. Gerold, Wien 1867, S. 163–198. (reader.digitale-sammlungen.de).
- Aus Tirol. In: Berg- und Gletscher-Reisen in den österreichischen Hochalpen. Neue Folge. Carl Gerold’s Sohn, Wien 1869 (reader.digitale-sammlungen.de).
- Vom Hohen Goldberg in Rauris. In: Mitteilungen der Gesellschaft für Salzburger Landeskunde, Jahrgang 1876, S. 1–11. (online bei ANNO).

Anton von Ruthner verfasste aber auch das reich mit Stahlstichen bebilderte, sechs- bzw. neunbändige geographisch-ethnographische Prachtwerk
- Das Kaisertum Oesterreich in malerischen Original-Ansichten mit beschreibendem Text seiner Geschichte, seines Culturlebens und seiner Topographie (= Topographia Austriaca. Band 1). Verfasst um 1871–1880, neue Auflage. Perles, Darmstadt und Wien 1985, ISBN 3-201-01291-2.